# Dabke
Dabke (em árabe دبکة) é uma dança popular do Oriente Médio. O dabke é a dança folclórica da Palestina, do Líbano e Síria.
Uma das expressões artísticas mais importantes entre os árabes é a dança, na qual o dabke é o mais característico. Isso é acompanhado de coreografias complexas, danças de grupo, pisadas de pés (ou dabke), aplausos e gritos.
Ela é tradicionalmente dançada durante a primavera, estação chuvosa e em casamentos na época da colheita. O dabke é uma dança jovem que requer energia e força, que assume a forma de um semicírculo, geralmente entre 6 e 15 dançarinos. Às vezes, há um líder entre eles, chamado "Al-Lawah", que deve ser uma pessoa engraçada e encantadora.

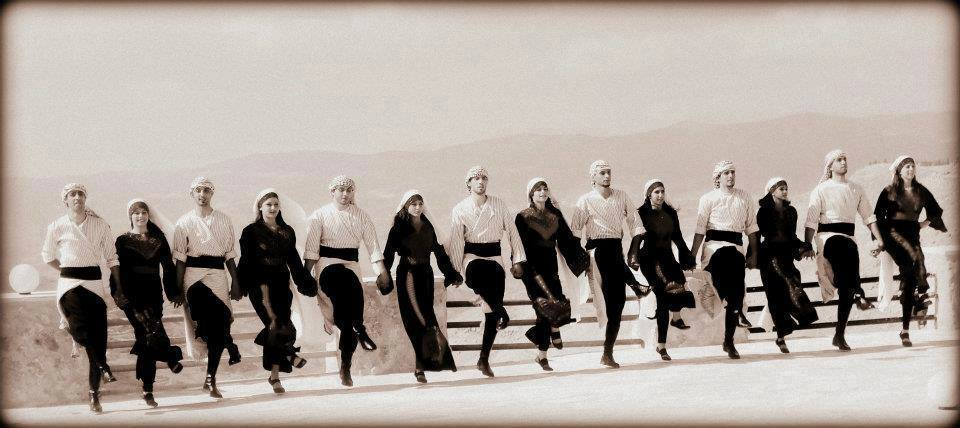
Dabke palestino

## Música
A música árabe tradicional usada para esta dança é caracterizada por melodias de forte carga emocional. Os instrumentos musicais utilizados, entre outros, são: oud, kanun, darbuka, riq, cistre, prato, cítara, Flauta Mizmar, buzuq, ney etc.

## Coreografia
O dabke é uma dança em que os participantes, homens e mulheres, estão em linha e executam os passos que o líder do grupo faz. É uma mistura de passos, sapateados e saltos, sendo as dançarinas alternadamente separadas, de mãos dadas ou de ombros. Provém da antiga tradição de pisar fortemente sobre argila. Esta dança é acompanhada de palmas, gritos e complicados passos, tentando representar eventos importantes da vida, como nascimento, casamento, etc.

## Variantes
Existem muitos tipos de dabke, os mais típicos são os chamados "Al-Dabke" e "Al-shamalie". Essas danças começam com uma melodia, que o "Kawil" começa a cantar, então os dançarinos começam a mover as pernas de uma maneira que é semelhante a um passo de uma ordem militar. Uma vez que o "Kawil" terminou de cantar, o líder do grupo "Al-Lawah" começa a dançar sozinho, então todos os dançarinos realizam movimentos simples até que o líder do grupo observe que eles estão se movendo exatamente do mesmo jeito. Uma vez que isso aconteceu, ele dá o sinal para que todos comecem a dançar.
O dabke nos permite mostrar a história e as aspirações dos povos árabes. É importante para o povo palestino, que busca na cultura popular, uma maneira de reafirmação de sua identidade. Portanto, existem inúmeras organizações que promovem atividades culturais nos territórios ocupados e campos de refugiados, como forma de dar aos jovens a oportunidade de demonstrar suas habilidades, os sofrimentos que experimentam no dia a dia, seus sonhos e aspirações.

## História

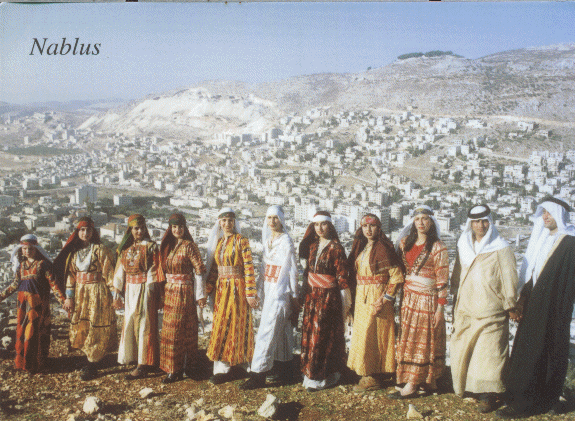
Dabke

O dabke , que em árabe significa "sapateado", surgiu entre o Líbano e a Palestina. Uma teoria possível diz que se originou como conseqüência de uma necessidade: na antiguidade as casas eram de pedra e lama com seus tetos de madeira, palha e lama. Eram colocados tirantes nos telhados e depois faziam uma camada de palha e lama com 50 cm de espessura. Com o passar do tempo, esta camada se quebrava e ocorriam infiltrações da água de chuva dentro das casas, então o teto tinha que ser reparado. A maneira de repará-lo era umedecendo a lama e pisoteando-a; desta forma eram reparadas as rachaduras do telhado das casas. Este trabalho, necessitava muitas pessoas e muito tempo, por isso era feito em grupos de vizinhos que se encontravam para ajudar uns aos outros. Então, eles se alinhavam, agarravam as mãos e avançavam um passo e pisoteavam, depois dava um passo à direita e pisoteavam novamente. Para evitar que o trabalho se tornasse monótono e cansativo, alguns cantavam poesias e dançavam ao ritmo delas, dando um passo à frente, um pisoteio e um passo à direita e outro pisoteio. Com o passar do tempo, instrumentos de música foram adicionados às essas cantorias, dando origem à dança e à música do dabke. Hoje em dia eles dançam em um círculo, virando à direita, com as mãos agarradas, com um ou vários ponteiros que são chamados de "'ras'", que em árabe significa cabeça.